# Jens Diederichs

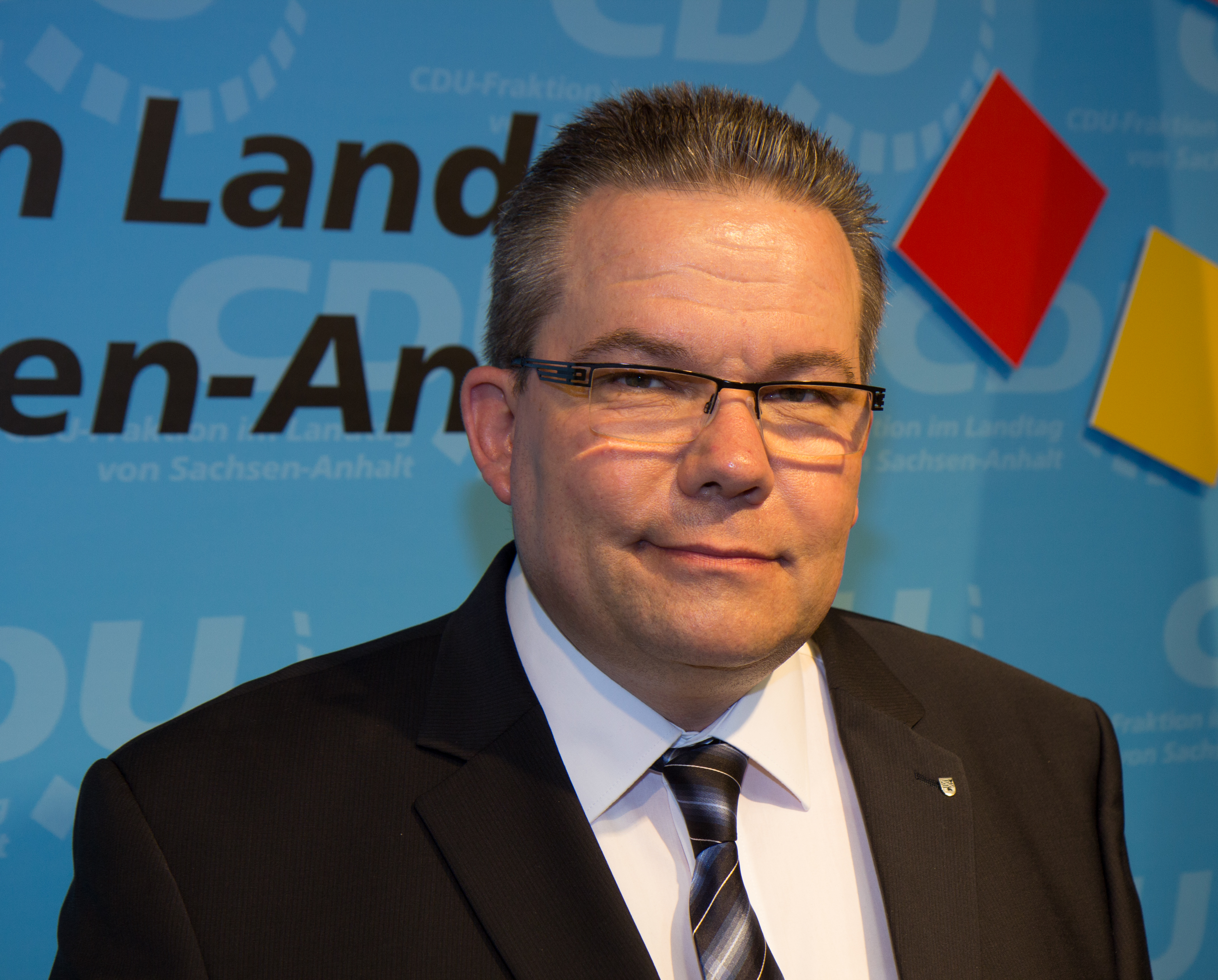
Jens Diederichs, 2018

Jens Diederichs (* 15. November 1963 in Wismar) ist ein deutscher Politiker (Freie Wähler, zuvor CDU, AfD, SPD, SED). Er war von 2016 bis 2021 Abgeordneter im  Landtag von Sachsen-Anhalt.

## Leben
Nach Abschluss der Polytechnischen Oberschule absolvierte Diederichs eine Berufsausbildung zum Tischler und war in diesem Beruf tätig. Von 1983 bis 1988 studierte er an der Offiziershochschule der Landstreitkräfte „Ernst Thälmann“ in Zittau. Anschließend war er bis 1990 Berufsoffizier der Nationalen Volksarmee der DDR.
Ab 1993 war Diederichs als Justizvollzugsbeamter tätig. Er ist konfessionslos, verheiratet und Vater eines Kindes.

## Politik
Diederichs war von 1987 bis 1990 Mitglied der SED. Zwischen 2011 und 2014 gehörte er der SPD an.
Im Juni 2014 wurde Diederichs Mitglied der AfD und übernahm den Vorsitz im AfD-Kreisverband Mansfeld-Südharz. Bei der Landtagswahl in Sachsen-Anhalt 2016 zog er mit 31,5 Prozent der Erststimmen als Direktkandidat seiner Partei im Wahlkreis Eisleben (Wahlkreis 32) in den Landtag Sachsen-Anhalt ein.
Anfang Juni 2017 ist Diederichs aus der AfD-Landtagsfraktion ausgetreten. Begründet hat er den Entschluss mit einem „Rechtsruck“ der Fraktion und des Landesverbandes. Beispielhaft nannte er das fehlende  Eingreifen des Fraktions- und Landesvorstandes, wenn einige sich nicht an den Unvereinbarkeitsbeschluss mit der rechtsextremen Identitären Bewegung hielten, der vom AfD-Bundesvorstand ausgegeben wurde. Im Gegensatz zu den ebenfalls einige Tage zuvor ausgetretenen Fraktionsmitgliedern Sarah Sauermann und Gottfried Backhaus trat er nicht nur aus der Fraktion, sondern auch aus der Partei aus.
Am 13. Juni 2017 wurde Diederichs in die CDU-Landtagsfraktion aufgenommen. Dieser Schritt wurde von Teilen der CDU-Basis, insbesondere dem Kreisverband Mansfeld-Südharz, abgelehnt. Am 2. Januar 2020 hat Diederichs die CDU-Landtagsfraktion wieder verlassen und übte sein Mandat bis zum Ende der Wahlperiode als fraktionsloser Abgeordneter aus. Gleichzeitig trat er den Freien Wählern bei. Am 25. Januar 2020 wurde er Vorsitzender der an diesem Tag neu gegründeten Kreisvereinigung Mansfeld-Südharz der Partei Freie Wähler.